# Режевской тракт

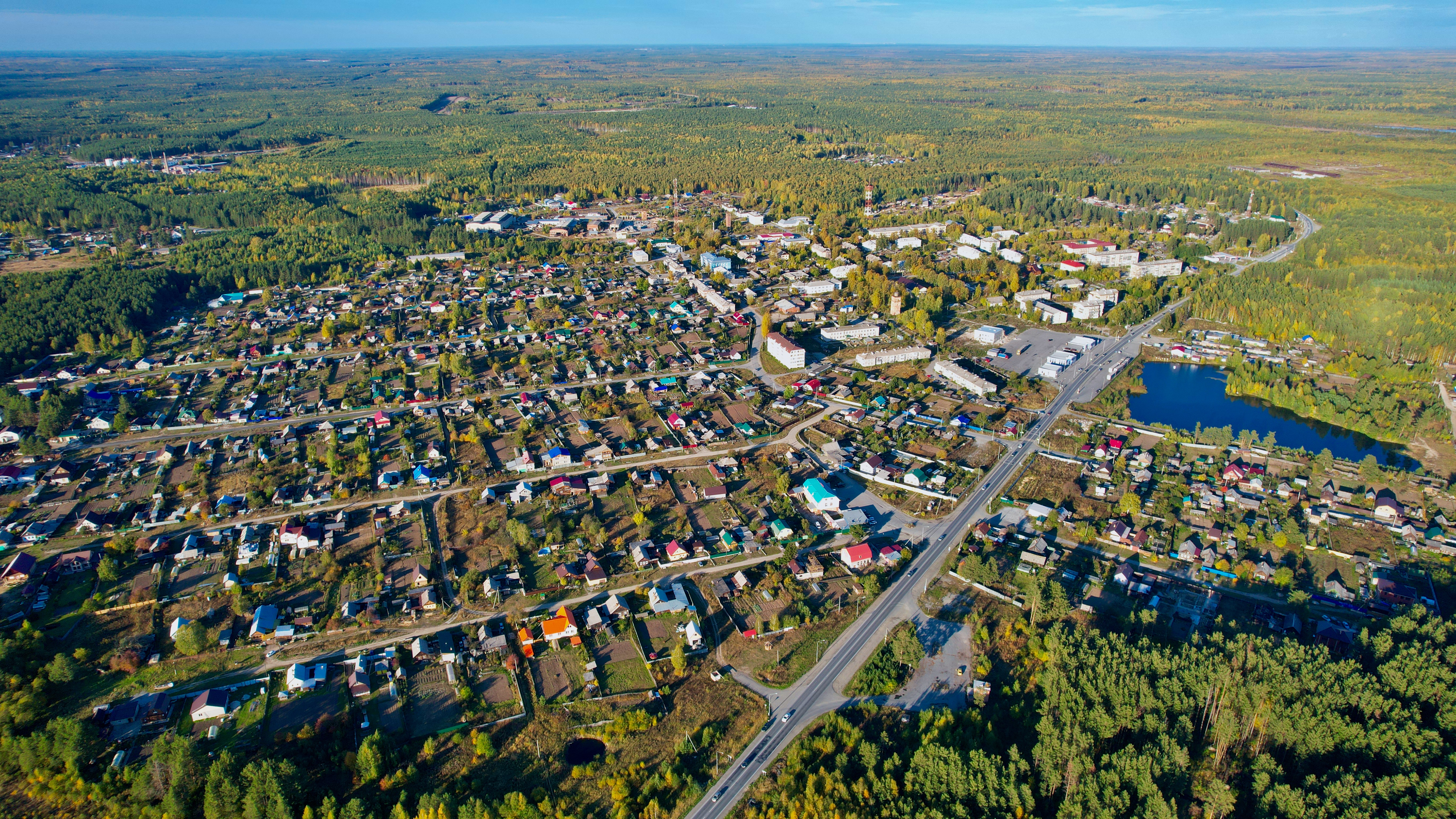
В посёлке Лосиный

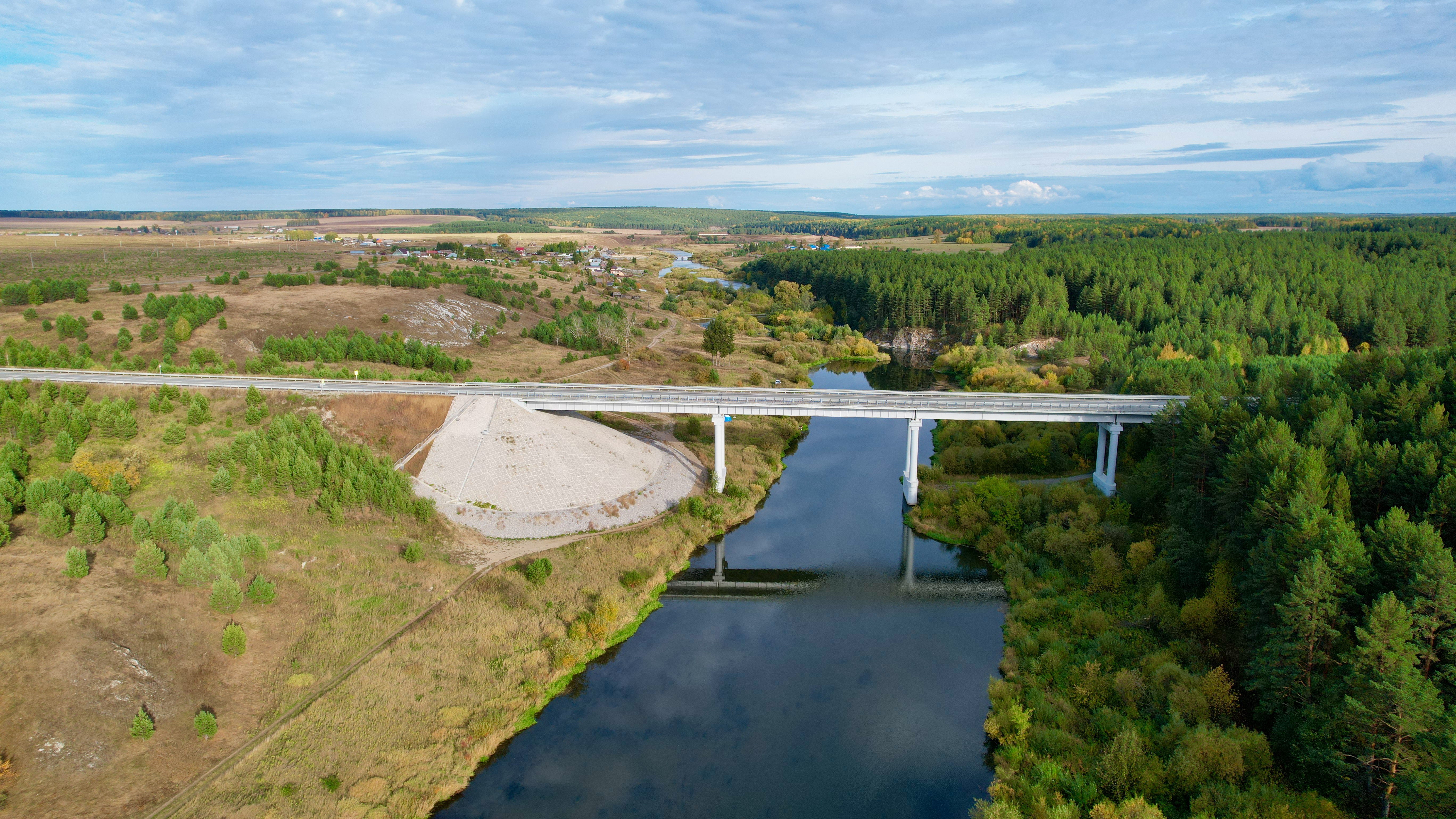
Мост через Реж в районе деревни Сохарёво

Режевской тракт — автомобильная дорога регионального значения Екатеринбург — Реж — Алапаевск, длина 132,5 км.

## История
До начала XX века главной дорогой, связывающей Реж с Екатеринбургом, был Большой тракт, который выходил на Верхотурский тракт. В конце XIX века тракт прозвали Никольским. С конца XIX — начала XX столетий и вплоть до 1969 года появился Невьянско-Режевской тракт, который проходил и проходит параллельно Никольской дороге и выходил на Верхотурский тракт. Современный Режевской тракт был сдан в эксплуатацию в 1969 году, сменив старый. В то время он начинался с 12-го километра Березовского тракта.

## Маршрут
| Расстояние (прибл.) |  | Населённый пункт | Другие трассы, направления |
| ------------------- |  | ---------------- | -------------------------- |
| 0 км                |  | Екатеринбург     | ЕКАД                       |
| 5 км                |  | Берёзовский      | Старопышминск, Кедровка    |
| 18 км               |  | Монетный         |                            |
| 32 км               |  | Лосиный          | Безречный                  |
| 42 км               |  | Крутиха          |                            |
| 51 км               |  | Костоусово       | Озёрный                    |
| 64 км               |  | Реж              | Артёмовский, Арамашево     |

### Съезды и пересечения
- Подъезд к п. Старопышминск от км 20+550 а/д «г. Екатеринбург — г. Реж — г. Алапаевск»
- Подъезд к п. Октябрьский от км 20+555 а/д «г. Екатеринбург — г. Реж — г. Алапаевск»
- Подъезд к п. Монетный от км 29+010 а/д «г. Екатеринбург — г. Реж — г. Алапаевск»
- Подъезд к п. Ключевск от км 39+825 а/д «г. Екатеринбург — г. Реж — г. Алапаевск»
- Подъезд к г. Реж от км 78+543 а/д «г. Екатеринбург — г. Реж — г. Алапаевск»
- Подъезд к базе ДРСУ от км 84+930 а/д «г. Екатеринбург — г. Реж — г. Алапаевск»
- Подъезд к д. Сохарево от км 100 + 182 а/д «г. Екатеринбург — г. Реж — г. Алапаевск»
- Подъезд к с. Арамашка от км 108+910 а/д «г. Екатеринбург — г. Реж — г. Алапаевск»
- Подъезд к п. Молтаево от км 110+823 а/д «г. Екатеринбург — г. Реж — г. Алапаевск»
- Подъезд к с. Деево от км 110+851 а/д «г. Екатеринбург — г. Реж — г. Алапаевск»
- Подъезд к с. Арамашево от км 117+286 а/д «г. Екатеринбург — г. Реж — г. Алапаевск»
- Подъезд к д. Косякова от км 119+207 а/д «г. Екатеринбург — г. Реж — г. Алапаевск»
- Подъезд к д. Катышка от км 122+139 а/д «г. Екатеринбург — г. Реж — г. Алапаевск»
- Подъезд к ст. Коптелово от км 126+639 а/д «г. Екатеринбург — г. Реж — г. Алапаевск»
- Подъезд к п. Коптелово от км 131+004 а/д «г. Екатеринбург — г. Реж — г. Алапаевск»[3]

## Характеристики трассы
- Движение на данном участке дороги осуществляется со скоростью 40 — 90 км/ч.
- На всём протяжении дорога является двухполосной в обе стороны движения